# Klekociny (przełęcz)
Przełęcz Klekociny – przełęcz pomiędzy Beskidkiem (1045 m) w Paśmie Jałowieckim a Magurką (błędnie nazywaną Kolistym Groniem, 1114 m) w Paśmie Mędralowej. Na mapie Geoportalu ma wysokość 863 m n.p.m., na mapie Compassu 864 m. Według Jerzego Kondrackiego, autora regionalizacji fizycznogeograficznej Polski obydwa te pasma należą do Beskidu Makowskiego. Z zachodnich stoków przełęczy spływa jeden ze źródłowych cieków potoku Bystra, uchodzący do Koszarawy w miejscowości Koszarawa, ze wschodnich Wełczówka uchodząca do Skawicy w Zawoi. Przez przełęcz przebiega granica między tymi miejscowościami, a także między województwami (śląskim i małopolskim).
Rejon przełęczy jest bezleśny, pokryty dużymi łąkami. Nazwa przełęczy, podobnie, jak nazwy wielu innych miejsc w górach (szczególnie hal, łąk) pochodzi od nazwiska, w tym przypadku jest to nazwisko Klekocina występujące w należącym do Zawoi osiedlu Wełcza. Niektórzy jednak próbują wywodzić nazwę od szumiących (klekocących) potoków, lub od klekotania bocianów, które podobno odpoczywały tutaj podczas przelotów do Afryki.
Na przełęczy znajduje się sezonowo działające prywatne schronisko turystyczne Zygmuntówka. Przez przełęcz prowadzi też gruntowa droga z osiedla Bystra w Koszarawie przez Wełczę do Zawoi. Dawniej planowano poprowadzenie tzw. Drogi Karpackiej.
W regionalizacji fizycznogeograficznej Polski według Jerzego Kondrackiego Klekociny znajdują się w Beskidzie Makowskim, w przewodniku turystycznym zaliczane są do Beskidu Żywieckiego, a w nowszej regionalizacji z 2018 roku do Beskidu Żywiecko-Orawskiego.

## Szlaki turystyczne
– Przełęcz Jałowiecka Północna – 3,7 km – 2:10 godz.
 – Koszarawa Cicha – 5,4 km – 1:35 godz.
 – Zawoja Wełcza;
 – Koszarawa Tokarnia;
 Przez przełęcz przebiega również Transbeskidzki Szlak Konny.